# Grand Prix Velké Británie 1974
Grand Prix Velké Británie 1974 (oficiálně John Player Grand Prix) se jela na okruhu Brands Hatch v Kentu ve Velké Británii dne 20. července 1974. Závod byl desátým v pořadí v sezóně 1974 šampionátu Formule 1.

## Závod
| Poř.   | No. | Jezdec               | Konstruktér       | Počet kol | Čas/Odstoupení   | Pořadí na startu | Body |
| ------ | --- | -------------------- | ----------------- | --------- | ---------------- | ---------------- | ---- |
| 1      | 3   | Jody Scheckter       | Tyrrell-Ford      | 75        | 1:43:02.2        | 3                | 9    |
| 2      | 5   | Emerson Fittipaldi   | McLaren-Ford      | 75        | + 15.3           | 8                | 6    |
| 3      | 2   | Jacky Ickx           | Lotus-Ford        | 75        | + 1:01.5         | 12               | 4    |
| 4      | 11  | Clay Regazzoni       | Ferrari           | 75        | + 1:07.2         | 7                | 3    |
| 5      | 12  | Niki Lauda           | Ferrari           | 74        | + 1 kolo         | 1                | 2    |
| 6      | 7   | Carlos Reutemann     | Brabham-Ford      | 74        | + 1 kolo         | 4                | 1    |
| 7      | 6   | Denny Hulme          | McLaren-Ford      | 74        | + 1 kolo         | 19               |      |
| 8      | 16  | Tom Pryce            | Shadow-Ford       | 74        | + 1 kolo         | 5                |      |
| 9      | 8   | Carlos Pace          | Brabham-Ford      | 74        | + 1 kolo         | 20               |      |
| 10     | 1   | Ronnie Peterson      | Lotus-Ford        | 73        | + 2 kola         | 2                |      |
| 11     | 28  | John Watson          | Brabham-Ford      | 73        | + 2 kola         | 13               |      |
| 12     | 14  | Jean-Pierre Beltoise | BRM               | 72        | + 3 kola         | 23               |      |
| 13     | 26  | Graham Hill          | Lola-Ford         | 69        | + 6 kol          | 22               |      |
| 14     | 19  | Jochen Mass          | Surtees-Ford      | 68        | + 7 kol          | 17               |      |
| Ret    | 15  | Henri Pescarolo      | BRM               | 64        | Motor            | 24               |      |
| NC     | 37  | François Migault     | BRM               | 62        | + 13 kol         | 14               |      |
| Ret    | 33  | Mike Hailwood        | McLaren-Ford      | 57        | Smyk             | 11               |      |
| Ret    | 17  | Jean-Pierre Jarier   | Shadow-Ford       | 45        | Zavěšení         | 16               |      |
| Ret    | 9   | Hans Joachim Stuck   | March-Ford        | 36        | Nehoda           | 9                |      |
| Ret    | 4   | Patrick Depailler    | Tyrrell-Ford      | 35        | Motor            | 10               |      |
| Ret    | 20  | Arturo Merzario      | Iso-Marlboro-Ford | 25        | Motor            | 15               |      |
| Ret    | 10  | Vittorio Brambilla   | March-Ford        | 17        | Palivový systém  | 18               |      |
| Ret    | 23  | Tim Schenken         | Trojan-Ford       | 6         | Zavěšení         | 25               |      |
| Ret    | 24  | James Hunt           | Hesketh-Ford      | 2         | Zavěšení         | 6                |      |
| Ret    | 27  | Peter Gethin         | Lola-Ford         | 0         | Fyzika           | 21               |      |
| DNQ    | 42  | David Purley         | Token-Ford        |           |                  |                  |      |
| DNQ    | 18  | Derek Bell           | Surtees-Ford      |           |                  |                  |      |
| DNQ    | 21  | Tom Belsø            | Iso-Marlboro-Ford |           |                  |                  |      |
| DNQ    | 208 | Lella Lombardi       | Brabham-Ford      |           |                  |                  |      |
| DNQ    | 22  | Vern Schuppan        | Ensign-Ford       |           |                  |                  |      |
| DNQ    | 29  | John Nicholson       | Lyncar-Ford       |           |                  |                  |      |
| DNQ    | 25  | Howden Ganley        | Maki-Ford         |           |                  |                  |      |
| DNQ    | 35  | Mike Wilds           | March-Ford        |           |                  |                  |      |
| DNQ    | 43  | Leo Kinnunen         | Surtees-Ford      |           |                  |                  |      |
| DNQ    | 27  | Guy Edwards          | Lola-Ford         |           | Vůz řídil Gethin |                  |      |
| Zdroj: |     |                      |                   |           |                  |                  |      |

## Průběžné pořadí po závodě
Pohár jezdců
| Pořadí | Jezdec             | Body |
| ------ | ------------------ | ---- |
| 1      | Niki Lauda         | 38   |
| 2      | Emerson Fittipaldi | 37   |
| 3      | Jody Scheckter     | 35   |
| 4      | Clay Regazzoni     | 35   |
| 5      | Ronnie Peterson    | 19   |
| Zdroj: |                    |      |

Pohár konstruktérů
| Pořadí | Konstruktér  | Body    |
| ------ | ------------ | ------- |
| 1      | McLaren-Ford | 49 (51) |
| 2      | Ferrari      | 48      |
| 3      | Tyrrell-Ford | 39      |
| 4      | Lotus-Ford   | 26      |
| 5      | Brabham-Ford | 11      |
| Zdroj: |              |         |